# Sweetener (canción)
«Sweetener» (estilizada en minúsculas) es una canción de la cantante estadounidense Ariana Grande de su cuarto álbum de estudio del mismo nombre, lanzado en 2018. La canción fue escrita por Grande y su productor Pharrell Williams.

## Antecedentes y lanzamiento

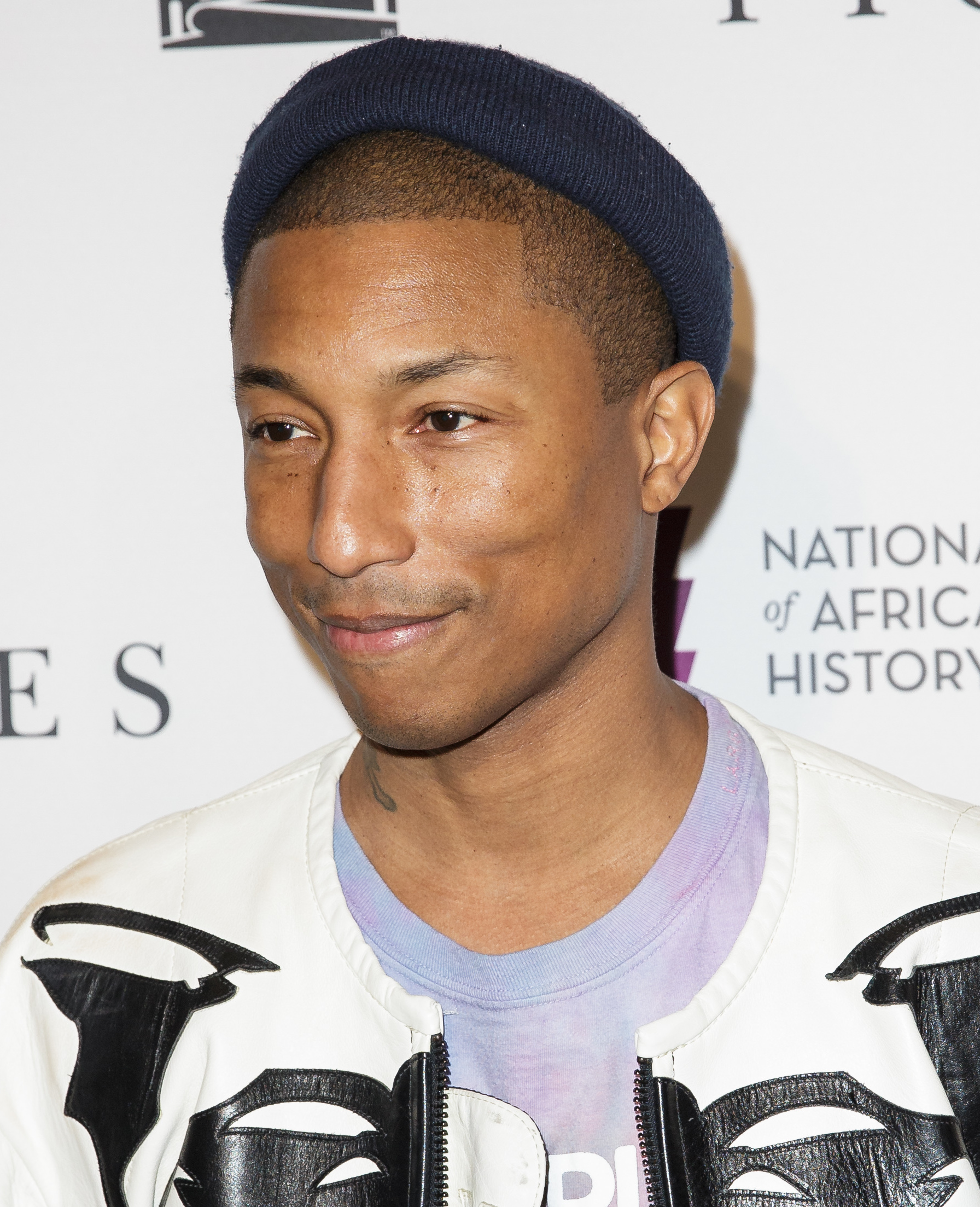
Pharrell Williams (en la foto de 2016) coescribió y produjo la canción.

Fue escrita por Ariana Grande y Pharrell Williams, quienes también se encargaron de la producción. Las voces de Grande fueron grabadas por Sam Holland y Noah Passovoy en MXM Studios en Los Ángeles, California, con Jeremy Lertola brindando asistencia como ingeniero de grabación. Phill Tan mezcló la pista y Josh Cadwin fue el ingeniero de audio, con Andrew Coleman y Mark Larson como ingeniero de grabación. Randy Merrill luego masterizó la canción en Sterling Sound en la ciudad de Nueva York, Nueva York.
La canción apareció por primera vez en el video musical de Grande «No Tears Left to Cry», junto con otras canciones. Grande publicó una foto de ella misma escuchando la canción en su historia de Instagram. El 21 de julio de 2018, un paparazzo filtró un fragmento de Grande tocando la canción en su automóvil, más tarde ese día Grande confirmó el fragmento en su Twitter.

## Desempeño comercial
La canción debutó el 1 de septiembre de 2018 en el número 55 en su posición más alta, siendo el segundo no single con mayor puntuación de Grande en los EE. UU. Después de que «Breathin» fuera lanzado como el tercer sencillo de Sweetener, se convirtió en el no-sencillo de Grande con mayor puntuación en los Estados Unidos, luego superado por «Needy».

## Espectáculos en vivo
Grande debutó la canción en vivo en The Sweetener Sessions en 2018. La canción se interpretó más tarde durante el Sweetener World Tour en 2019.

## Créditos y personal
Créditos y personal adaptados de las notas de álbum de Sweetener.

Grabación
- Grabado en Chalice Recording Studios (Hollywood, California), East West Studios (Hollywood, California), Glenwood Place Studios (Burbank, California), The Lunchtable (Los Ángeles, California) y Conway Recording Studios (Los Ángeles, California)
- Mezclado en Callanwolde Fine Arts Center (Atlanta, Georgia)
- Masterizado en Sterling Sound (Nueva York, Nueva York)

Personal
- Ariana Grande – composición, voces
- Pharrell Williams – composición, producción, voces adicionales
- Andrew Coleman – grabación, edición digital y arreglos para I Am Other Entertainment
- Mike Larson – grabación, edición digital y arreglos para I Am Other Entertainment
- Thomas Cullison – asistente de grabación
- David Kim – asistente de grabación
- Chris Khan – asistente de grabación
- Jacob Dennis – asistente de grabación
- Ian Findlay – asistente de grabación
- Ben «Bengineer» Sedano – asistente de grabación
- Phil Tan – mezcla
- Bill Zimmerman – ingeniería de mezcla adicional
- Randy Merrill – masterización

## Posicionamiento en listas
| Listas (2018)                          | Mejor posición |
| -------------------------------------- | -------------- |
| Australia (ARIA)                       | 43             |
| Canadá (Canadian Hot 100)              | 44             |
| Francia (SNEP)                         | 183            |
| Hungría (Single Top 40)                | 20             |
| Irlanda (IRMA)                         | 15             |
| Países Bajos (Mega Single Top 100)     | 77             |
| Nueva Zelanda (Recorded Music NZ)      | 40             |
| Portugal (AFP)                         | 57             |
| Escocia (Scottish Singles Sales Chart) | 61             |
| Suecia (Sverigetopplistan)             | 96             |
| Reino Unido (UK Singles Chart)         | 22             |
| Estados Unidos (Billboard Hot 100)     | 55             |